# Transducyna
Transducyna – białko przekaźnikowe błon cytoplazmatycznych komórek pręcikowych siatkówki oka. Jest to białko G wiążące GTP, które pośredniczy w sprzęganiu sygnału między rodopsyną a fosfodiesterazą cGMP, związaną z błoną zewnętrzną segmentów pręcików. 
W trakcie procesu widzenia transducyna aktywuje fosfodiesterazę, ta zaś uwalnia jony wapnia Ca2+ z pręcikowych komórek oka, co hamuje transport jonów sodu Na+ przez komórkę, a to z kolei powoduje hiperpolaryzację membrany komórkowej i w końcu wywołuje przepływ prądu, który przemieszcza się w dół nerwu wzrokowego do mózgu.